# Associazione stellare

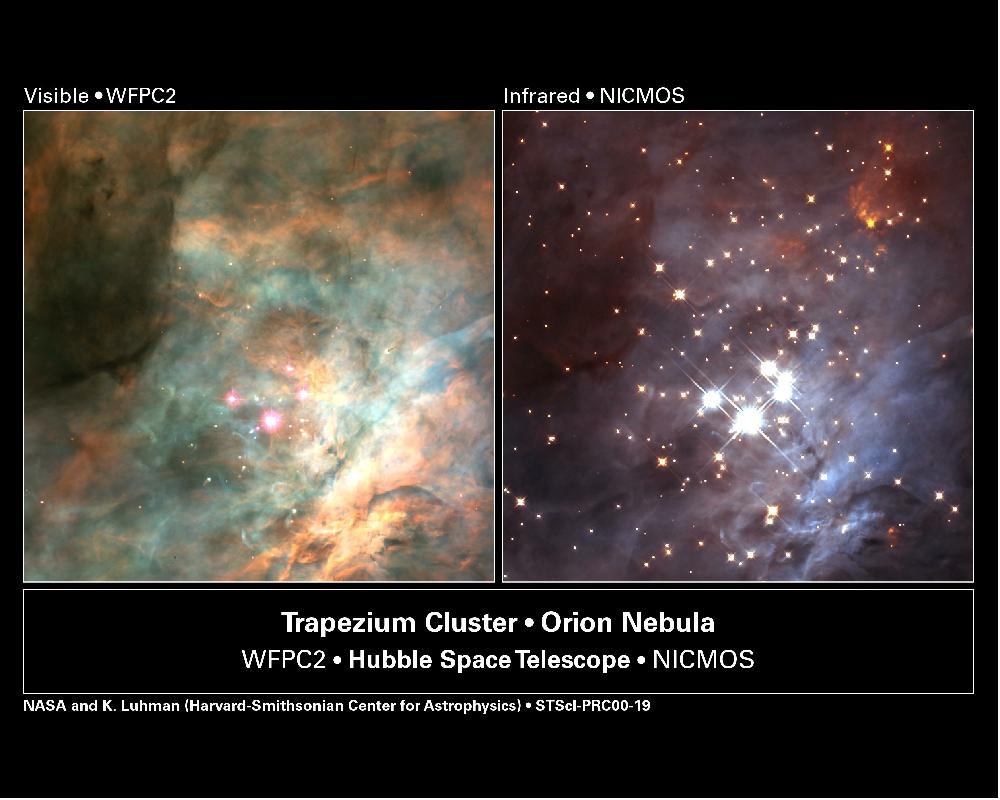
L'ammasso del Trapezio nella Nebulosa di Orione è un'associazione stellare OB

In astronomia si definisce associazione stellare un ammasso stellare caratterizzato da un legame gravitazionale molto debole, meno intenso di quello che mantiene uniti gli ammassi aperti e, in maggior misura, gli ammassi globulari. Le associazioni stellari vennero scoperte dall'astrofisico russo-armeno Viktor Amazaspovič Ambarcumjan nel 1947.
Le associazioni stellari sono destinate a separarsi in tempi astronomici relativamente brevi, dell'ordine di pochi milioni di anni. Ciò significa che le associazioni attualmente osservabili sono composte di stelle di recente formazione, alcuni milioni di anni al massimo.
Le principali associazioni stellari comprendono l'Associazione Stellare dell'Orsa Maggiore, l'Associazione Locale (o Associazione delle Pleiadi), il superammasso IC 2391, l'Associazione Stellare di Castore e il superammasso delle Iadi.
Il tipo più conosciuto di associazione stellare è l'associazione OB, caratterizzato dalla presenza di stelle del tipo spettrale O e B. Esistono anche associazioni T, composte da stelle giovanissime di tipo T Tauri, e le associazioni R, composte da giovani stelle blu avvolte in banchi di nebulosità riflettenti la loro stessa luce.

## Tipi di associazioni stellari
Victor Ambartsumian suddivise le associazioni stellari in due gruppi, OB e T, in base alle proprietà delle stelle da cui erano composte.
Una terza categoria, R, fu in seguito proposta da Sidney van den Bergh per le associazioni che illuminano le nebulose a riflessione.
Le associazioni OB,T e R formano un insieme di gruppi di giovani stelle, anche se non è del tutto chiaro se esse formino una sequenza evolutiva o siano collegate a qualche altro fattore. Alcuni gruppi mostrano contemporaneamente proprietà si delle associazioni OB che di quelle T.

### Associazioni OB
Le giovani associazioni di stelle contenenti da 10 a 100 stelle massicce di classificazione stellare O e B, vengono chiamate associazioni OB. Si ritiene che esse si formino in un volume ristretto di gas all'interno di una nube molecolare gigante; quando la polvere circostante e il gas sono stati soffiati via, le stelle rimaste si trovano slegate tra loro e cominciano a separarsi. Si ritiene che la maggior parte delle stelle della nostra Galassia si siano formate in associazioni OB.
Le stelle di classe O sono destinate ad avere vita breve e termineranno la loro esistenza come supernovae entro un massimo di circa 15 milioni di anni, valore che dipende dalla massa iniziale della stella. Di conseguenza, le associazioni OB hanno in genere un'età di pochi milioni di anni. Da notare che il nostro Sole ha un'età di 5 miliardi di anni.
Secondo le misurazioni effettuate dal satellite Hipparcos, ci sono almeno una dozzina di associazioni OB comprese entro 650 parsec dal Sole.
L'associazione OB più vicina è l'associazione Scorpius-Centaurus, situata a circa 400 anni luce dal Sole.
Sono state trovate associazioni OB anche nella Grande Nube di Magellano e nella Galassia di Andromeda. Queste associazioni possono essere anche piuttosto sparse, estendendosi fino a un diametro di 1.500 anni luce.

### Associazioni T
Giovani gruppi di stelle possono anche contenere un numero di stelle T Tauri che si trovano ancora nella fase di entrata nella sequenza principale. Questi gruppi di sparse popolazioni comprendenti fino a un migliaio di stelle T Tauri, vengono chiamati associazioni T. L'esempio più vicino è l'associazione T Taurus-Auriga (Tau-Aur), situata a 140 parsec dal Sole. 
Altri esempi di associazioni T includono quelle di R Corona Australis, Lupus, Chamaeleon e Velorum. Le associazioni T si trovano spesso nelle vicinanze della nube molecolare da cui si sono formate e alcune possono includere anche stelle di OB.
Le stelle di queste associazioni hanno stessa età e origine, stessa composizione chimica, stessa ampiezza e direzione del vettore velocità.

### Associazioni R
Le associazioni di stelle che illuminano una nebulosa a riflessione vengono chiamate associazioni R, denominazione proposta da Sidney van den Bergh dopo la scoperta che le stelle in queste nebulose hanno una distribuzione non uniforme. Questi giovani raggruppamenti contengono stelle di sequenza principale che non hanno una massa sufficiente a disperdere le nubi interstellari in cui si sono formate. 
Questo permette agli astronomi di esaminare le proprietà della nube che le circonda.
Considerando che le associazioni R sono molto più numerose delle associazioni OB, esse possono essere utilizzate per tracciare la struttura dei bracci di spirale della Galassia.
Un esempio associazione R è Monoceros R2, situata a 830 ± 50 parsec dal Sole.

## Associazioni importanti
- Associazione dell'Orsa Maggiore
- Associazione Locale (Associazione delle Pleiadi)
- Associazione Scorpius-Centaurus
- Associazione di Antares
- Corrente delle Iadi
- Associazione di IC 2391
- Associazione di Beta Pictoris
- Associazione di Castore
- Associazione di AB Doradus
- Associazione di Zeta Herculis
- Associazione di Alfa Persei